# Grande Prêmio da França de 1995
Resultados do Grande Prêmio da França de Fórmula 1 realizado em Magny-Cours em 2 de julho de 1995. Sétima etapa da temporada, teve como vencedor o alemão Michael Schumacher, da Benetton-Renault, que subiu ao pódio ladeado por Damon Hill e David Coulthard, pilotos da Williams-Renault.

## Classificação da prova

### Treinos oficiais
| Pos.    | Nº | Piloto                   | Construtor         | Tempo Q1  | Tempo Q2 | Diferença |
| ------- | -- | ------------------------ | ------------------ | --------- | -------- | --------- |
| 1       | 5  | Damon Hill               | Williams-Renault   | 1:18.556  | 1:17.225 |           |
| 2       | 1  | Michael Schumacher       | Benetton-Renault   | 1:18.893  | 1:17.512 | + 0.287   |
| 3       | 6  | David Coulthard          | Williams-Renault   | 1:18.585  | 1:17.925 | + 0.700   |
| 4       | 27 | Jean Alesi               | Ferrari            | 1:19.254  | 1:18.761 | + 1.536   |
| 5       | 14 | Rubens Barrichello       | Jordan-Peugeot     | 1:19.763  | 1:18.810 | + 1.585   |
| 6       | 26 | Olivier Panis            | Ligier-Mugen/Honda | 1:19.466  | 1:19.047 | + 1.822   |
| 7       | 28 | Gerhard Berger           | Ferrari            | 1:19.051  | 1:19.295 | + 1.826   |
| 8       | 8  | Mika Häkkinen            | McLaren-Mercedes   | 1:20.218  | 1:19.238 | + 2.013   |
| 9       | 25 | Martin Brundle           | Ligier-Mugen/Honda | 1:19.384  | 1:19.524 | + 2.159   |
| 10      | 2  | Johnny Herbert           | Benetton-Renault   | 1:19.555  | 1:20.000 | + 2.330   |
| 11      | 15 | Eddie Irvine             | Jordan-Peugeot     | 1:20.713  | 1:19.845 | + 2.620   |
| 12      | 30 | Heinz-Harald Frentzen    | Sauber-Ford        | 1:21.111  | 1:20.309 | + 3.084   |
| 13      | 7  | Mark Blundell            | McLaren-Mercedes   | 1:20.804  | 1:20.527 | + 3.302   |
| 14      | 4  | Mika Salo                | Tyrrell-Yamaha     | 1:21.921  | 1:20.796 | + 3.571   |
| 15      | 29 | Jean-Christophe Boullion | Sauber-Ford        | 1:22.382  | 1:20.943 | + 3.718   |
| 16      | 9  | Gianni Morbidelli        | Footwork-Hart      | 1:21.756  | 1:21.076 | + 3.851   |
| 17      | 24 | Luca Badoer              | Minardi-Ford       | Sem tempo | 1:21.323 | + 4.098   |
| 18      | 10 | Taki Inoue               | Footwork-Hart      | 1:23.355  | 1:21.894 | + 4.669   |
| 19      | 3  | Ukyo Katayama            | Tyrrell-Yamaha     | 1:22.959  | 1:21.930 | + 4.705   |
| 20      | 23 | Pierluigi Martini        | Minardi-Ford       | Sem tempo | 1:22.104 | + 4.879   |
| 21      | 17 | Andrea Montermini        | Pacific-Ford       | 1:24.172  | 1:23.466 | + 6.241   |
| 22      | 16 | Bertrand Gachot          | Pacific-Ford       | 1:24.509  | 1:23.647 | + 6.422   |
| 23      | 21 | Pedro Paulo Diniz        | Forti-Ford         | 1:25.787  | 1:24.184 | + 6.959   |
| 24      | 22 | Roberto Moreno           | Forti-Ford         | 1:26.445  | 1:24.865 | + 7.640   |
| Fontes: |    |                          |                    |           |          |           |

### Corrida
| Pos.    | Nº | Piloto                   | Construtor         | Voltas | Tempo/Diferença  | Grid | Pontos |
| ------- | -- | ------------------------ | ------------------ | ------ | ---------------- | ---- | ------ |
| 1       | 1  | Michael Schumacher       | Benetton-Renault   | 72     | 1:38:28.429      | 2    | 10     |
| 2       | 5  | Damon Hill               | Williams-Renault   | 72     | + 31.309         | 1    | 6      |
| 3       | 6  | David Coulthard          | Williams-Renault   | 72     | + 1:02.826       | 3    | 4      |
| 4       | 25 | Martin Brundle           | Ligier-Mugen/Honda | 72     | + 1:03.293       | 9    | 3      |
| 5       | 27 | Jean Alesi               | Ferrari            | 72     | + 1:17.869       | 4    | 2      |
| 6       | 14 | Rubens Barrichello       | Jordan-Peugeot     | 71     | + 1 volta        | 5    | 1      |
| 7       | 8  | Mika Häkkinen            | McLaren-Mercedes   | 71     | + 1 volta        | 8    |        |
| 8       | 26 | Olivier Panis            | Ligier-Mugen/Honda | 71     | + 1 volta        | 6    |        |
| 9       | 15 | Eddie Irvine             | Jordan-Peugeot     | 71     | + 1 volta        | 11   |        |
| 10      | 30 | Heinz-Harald Frentzen    | Sauber-Ford        | 71     | + 1 volta        | 12   |        |
| 11      | 7  | Mark Blundell            | McLaren-Mercedes   | 70     | + 2 voltas       | 13   |        |
| 12      | 28 | Gerhard Berger           | Ferrari            | 70     | + 2 voltas       | 7    |        |
| 13      | 24 | Luca Badoer              | Minardi-Ford       | 69     | + 3 voltas       | 17   |        |
| 14      | 9  | Gianni Morbidelli        | Footwork-Hart      | 69     | + 3 voltas       | 16   |        |
| 15      | 4  | Mika Salo                | Tyrrell-Yamaha     | 69     | + 3 voltas       | 14   |        |
| 16      | 22 | Roberto Moreno           | Forti-Ford         | 66     | + 6 voltas       | 24   |        |
| NC      | 17 | Andrea Montermini        | Pacific-Ilmor      | 62     | Não classificado | 21   |        |
| Ret     | 29 | Jean-Christophe Boullion | Sauber-Ford        | 48     | Câmbio           | 15   |        |
| Ret     | 16 | Bertrand Gachot          | Pacific-Ilmor      | 24     | Câmbio           | 22   |        |
| Ret     | 23 | Pierluigi Martini        | Minardi-Ford       | 23     | Câmbio           | 20   |        |
| Ret     | 2  | Johnny Herbert           | Benetton-Renault   | 2      | Spun off         | 10   |        |
| Ret     | 10 | Taki Inoue               | Footwork-Hart      | 0      | Colisão          | 18   |        |
| Ret     | 3  | Ukyo Katayama            | Tyrrell-Yamaha     | 0      | Colisão          | 19   |        |
| Ret     | 21 | Pedro Paulo Diniz        | Forti-Ford         | 0      | Spun off         | 23   |        |
| Fontes: |    |                          |                    |        |                  |      |        |

## Tabela do campeonato após a corrida
| Pos. | Piloto             | Pontos |
| ---- | ------------------ | ------ |
| 1    | Michael Schumacher | 46     |
| 2    | Damon Hill         | 35     |
| 3    | Jean Alesi         | 26     |
| 4    | Gerhard Berger     | 17     |
| 5    | David Coulthard    | 13     |

| Pos. | Construtor       | Pontos |
| ---- | ---------------- | ------ |
| 1    | Benetton-Renault | 48     |
| 2    | Ferrari          | 43     |
| 3    | Williams-Renault | 42     |
| 4    | Jordan-Peugeot   | 13     |
| 5    | McLaren-Mercedes | 8      |

- Nota: Somente as primeiras cinco posições estão listadas.